# Guernica (Escudero)
Guernica (título original en vasco, Gernika) es una ópera en cuatro actos de Francisco Escudero, con libreto en vasco del propio compositor, Carmelo Iturria y Augustin Zubikarai; basado en una idea para una trama de Luis Iriondo. Se estrenó en versión de concierto en el Teatro Arriaga de Bilbao el 25 de abril de 1987, entre otros actos que conmemoraron el 50.º aniversario del bombardeo de Guernica. 
Se trata de la segunda ópera del autor, escrita en 1985. Su primera ópera fue Zigor en el año 1962. La idea le vino a Francisco Escudero, quien estaba posiblemente ya en el exilio, de crear una composición sobre el horror del bombardeo de Guernica.  En enero de 1938, le pagaron mil francos para componer una producción escénica de tema vasco titulada Guernica, que habían sido pedidos por la embajada cultural vasca "Eresoinka". Desafortunadamente, la partitura se perdió. 
Es una ópera poco representada en la actualidad; en las estadísticas de Operabase aparece con sólo una representación en el período 2005-2010, siendo la primera de Francisco Escudero.